# Our Inventions
Our Inventions è il quarto album del gruppo musicale tedesco Lali Puna, pubblicato nel 2010 da Morr Music.

## Tracce
1. Rest your Head
2. Remember
3. Everything Is Always
4. Our Inventions
5. Move On
6. Safe Tomorrow
7. Future Tense
8. Hostile to Me
9. That Day
10. Out There [ft. Yukihiro Takahashi]